# Sjundeå församling
Sjundeå församling (finska Siuntion seurakunta) var en före detta evangelisk-lutherska församling i Sjundeå kommun i landskapet Nyland. År 2000 delades Sjundeå församling till Sjundeå svenska församling och Siuntion suomenkielinen seurakunta (Sjundeå finska församling) på språkliga grundar. Sjundeå församling var över 500 år gammal när den delades i två.

## Historia

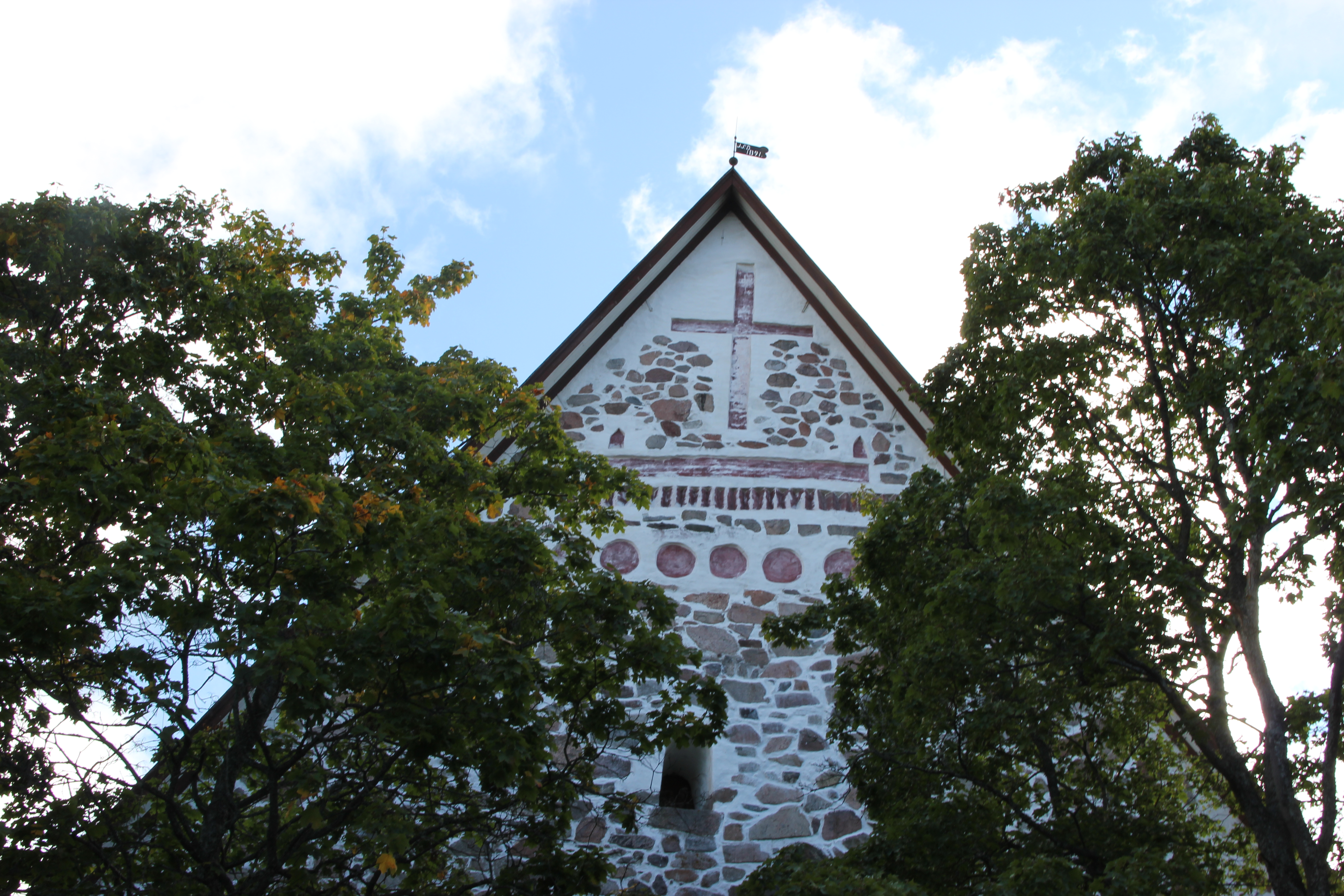
S:t Petri kyrka

Sjundeå kyrksockens äldsta tid ligger i mörker i brist på källmaterial. Sjundeå nämns som en förvaltningssocken 1417 men som kyrksocken först år 1476. Möjligen har socknen först varit ett kapell eller grundats direkt som en kyrksocken.
Församlingen var ursprungligen katolsk men blev protestant efter reformationen. Sjundeå församling tillhörde Helsingfors Universitets teologiska fakultetets professors låneförmånar.
Man bestämde sig att dela Sjundeå församling till Sjundeå svenska församling och Siuntion suomenkielinen seurakunta år 1998. Sjundeå kyrkorådet beklagade om beslutet till Högsta förvaltningsdomstolen men församlingens delning blev ett faktum ändå år 2000.
Församlingen tillhörde det svenskspråkiga Borgå stift från och med 1923. Språkförhållandena i Sjundeå förändrades år 1981, då finskan blev majoritetsspråk istället för svenskan. Därför flyttades församlingen till Helsingfors stift den 1 januari 1996.
Förutom Sjundeå S:t Petri kyrka hörde Sjundeå prästgård från 1800-talet och kaplans bostad Backa Lillgård till de viktigaste fastigheter som Sjundeå församling ägde.

## Kyrkoherdar

### Den katolska tiden
- Loffranze 1515
- Per Eriksson Korp 1539-1567
- Thomas Olai 1567-1578
- Andreas Johannis 1578-1596

### Den lutherska tiden
- Martinus Eschilli Helsing 1600-1617
- Johannes Martini Forsius 1618-1640
- Sigfridus Andreae Korp 1640-1678
- Abraham Henrici Hagerus 1679-1686
- Erik Thomaeus 1687-1702
- Michael Henrici Stigelius 1704-1713 (flydde till Sverige under Stora Ofreden)
- Jakob Limonius 1713-1720 (tjänsteförrättande)
- Gabriel Teudschovius 1720-1729
- Johan Fortelin 1730-1735
- Israel Escholin 1736-1742
- Henrik Ganander 1743-1752
- Israel Hartman 1753-1778
- Daniel Hirn 1780-1793
- Abraham Logren 1795-1811
- Karl Henrik Forsman 1813-1836
- Axel Adolf Laurell 1836-1838
- Bengt Olof Lille 1840-1875
- Karl Peter Moberg 1878-1906
- Karl Richard Bonsdorff 1908-1943
- Immanuel Backman 1944-1951
- Martin Sandvik 1953-1973
- Hans Riska 1973-1982
- Ismo Turunen 1983-2000

Kyrkoherden Ismo Turunen blev Sjundeå finska församlings kyrkoherde efter delning av församlingar. Turunen gick i pension år 2018.

## Kaplaner
- Jop Pedersson 1476
- Martinus Eschilli Helsing 1589-ingen information
- Johannes Laurentii Gestricius ingen information-1593
- Henricus Mathaei 1600-1602
- Johannes Martini Forsius 1604-1617
- Sigfridus Andreae Korp 1624-1640
- Martinus Johanni Forsius  1640-1674
- Abraham Henrici Hagerus 1674-1679
- Abraham Martini Forsius 1680-1683
- Michael Johanni Collinus 1683-1691
- Anders Mathiae Bunovius 1691-1704
- Gabriel Teudschovius 1704-1713 (flydde till Sverige under Stora Ofreden)
- Jakob Limonius 1722-1752
- Henrik Lemström 1753-1765
- Gabriel Linsenius
- Abraham Logren 1791-1795
- Fredrik Forselius 1796-1839
- Johan Wichtman 1841-1868
- Johan Emil Telenius 1869-1877
- Erik Vilhelm Henrik Linderoos 1879-1905
- Gösta Nyman 1906-1921
- Otto Weckström 1921-1922
- Werner Wiren 1922-1923
- Ernst Sundqvist 1924-1948

Kaplans tjänst upphävde den 20 maj 1929 med domkapitels beslut. Kaplanen som var i tjänst läts att jobba tills han dog eller tills han avgick.

## Adjunkter
- Martinus Johannis Forsius 1636-1639
- Henricus Sigfridi Korp-Malmenius 1654-1658
- Abraham Henrici Hagerus 1662-1674
- Abraham Martini Forsius 1675-1679
- Andreas Mahtiae Bunovius 1683-1691
- Johannes Erici Monsenius 1692-1704
- Gabriel Teudschovius 1704
- Jakob Limonius 1705-1722
- Georg Agricola 1719-1722
- Gabriel Myrberg 1723-1729
- Henrik Lemström 1733-1752
- Gabriel Linsenius 1752-1766
- Johan Malmsten 1767-1773
- Abraham Logren 1774-1791
- Gustaf Tallqvist 1792-1800
- Samuel Carlén 1802-1821
- Carl Fredrik Canth 1821-1835
- Karl Björkman 1837-1868